# Оленич-Гнененко Олександр Павлович
Оленич-Гнененко Олександр Павлович (1893, Кегичівка — 1963) — російськомовний поет, письменник, перекладач.

## Життєпис
Олександр Оленич-Гнененко народився у Кегичівці. Його сім'я відзначалася схильністю до літератури — його батько Павло Оленич-Гнененко писав до харківської преси критичні нариси та літературні оповідання, дядько Петро Оленич-Гнененко писав українською та російською мовами.
Вищу освіту Олександр Оленич-Гнененко здобув екстерном у Харківському університеті, під час Громадянської війни у Росії пристав до «червоних», опинився у Західному Сибіру, де почав писати. Невдовзі переїхав до Ростова-на-Дону, де прожив більшу частину життя та помер.

## Творчість
Олександр Оленич-Гнененко писав вірші та прозу, проте найбільшу відомість здобув як перекладач. Особливо відомий його переклад Люіса Керола (витримав три перевидання). Оленич-Гнененко також перекладав з української мови, зокрема Тараса Шевченка.